# Hesperantha bulbifera
Hesperantha bulbifera är en irisväxtart som beskrevs av John Gilbert Baker. Hesperantha bulbifera ingår i släktet Hesperantha och familjen irisväxter. Inga underarter finns listade i Catalogue of Life.